# Joachim Ludwig Zitelmann
Joachim Ludwig Zitelmann (* 9. Dezember 1768 in Stettin; † 23. April 1823 ebenda) war ein preußischer Landbaudirektor und Regierungsbaurat.

## Leben
Joachim Ludwig Zitelmann war ein Sohn des Stettiner Hofrats Christoph Ludwig Zitelmann (1722–1781). Er besuchte zusammen mit Friedrich Gilly das Stettiner Gymnasium. 1792 war er Kondukteur beim Oberbaudepartement, zwei Jahre später wurde er dort Assessor. 1793 gab er zusammen mit David Gilly Unterricht in ökonomischer Wasserbaukunst. Zeitweilig war er Mitarbeiter an David Gillys Zeitschrift „Sammlung nützlicher Aufsätze und Nachrichten, die Baukunst betreffend“. 1801 wurde er Kriegs- und Domänenrat in Stettin. Dort starb Zitelmann an den Folgen eines Unfalls.
Zitelmann war seit 1792 Freimaurer.

## Schriften
- Kurze Darstellung der Geschichte und Verfassung des Königlichen Preußischen Ober-Bau-Departements. Berlin 1803, S. 90–105 Digitalisat